# ドドドドTV
ドドドドTV（どどどどティービー）は、静岡朝日テレビで2006年3月25日まで毎週土曜24時30分から放送されていたバラエティ番組である。スポンサーはパチンコのコンコルドの一社提供であった。

## 概要
2005年4月2日より放送開始された。当初は「ドドドドTV～人間図鑑バラエティー～」としてドキュメントバラエティ系の番組であった。
この番組が放送されていた当時、静岡地区で制作されるローカル番組のほとんどは、地元局のアナウンサーや地元出身タレントを使い、自社もしくは自社系列の制作会社が制作することが多かった。この当時の番組としては珍しく、県外（東京）の制作会社（NCV）が制作を担当し、東京で主に活動しているタレントを多く起用していたことが特筆点といえる。
2005年秋頃に、番組内容を大幅リニューアルし、番組マスコットガールであった「DDガールズ」を全面に出した内容へと切り替えた。
ロケーションには当初、DDガールズ以外の出演者としてインスタントジョンソンのみが参加していたが、後にダチョウ倶楽部も参加、さらに東京から飯島愛やレイザーラモンHGといったタレントをその都度ゲストに迎えることとなる。
静岡ローカルの番組であったが、番組内容がローカル番組の枠から外れるに従い、静岡以外の視聴者にも知られるようになっていった。
「お色気バラエティ」的な番組内容への変化が保守的団体（特に県内PTA）から苦情の対象となり、「番組内容が過激である」とのクレームが複数寄せられた。

## 出演者
- ダチョウ倶楽部
- 青田典子（ - 2005年10月15日）
- インスタントジョンソン
- DDガールズ
  - 青木菜恵
  - 早坂ゆか
  - 愛原ゆりあ
  - 清水恵美
  - 三好さやか
  - 徳武みのり
  - 前原千晶
  - 渡部由起子
  - 神谷怜奈
  - 櫻井ゆうこ
  - 佐藤さやか
  - 横井美奈子
  - 成海亜紀
  - 賀山かや乃

主なゲスト
- 神奈月
- 加藤茶
- カンニング竹山
- はなわ
- 出川哲朗
- 飯島愛
- レイザーラモンHG
- 加納典明
- 蛭子能収
- 野々村真
- 森三中
- 猫ひろし